# Valentina Stenina

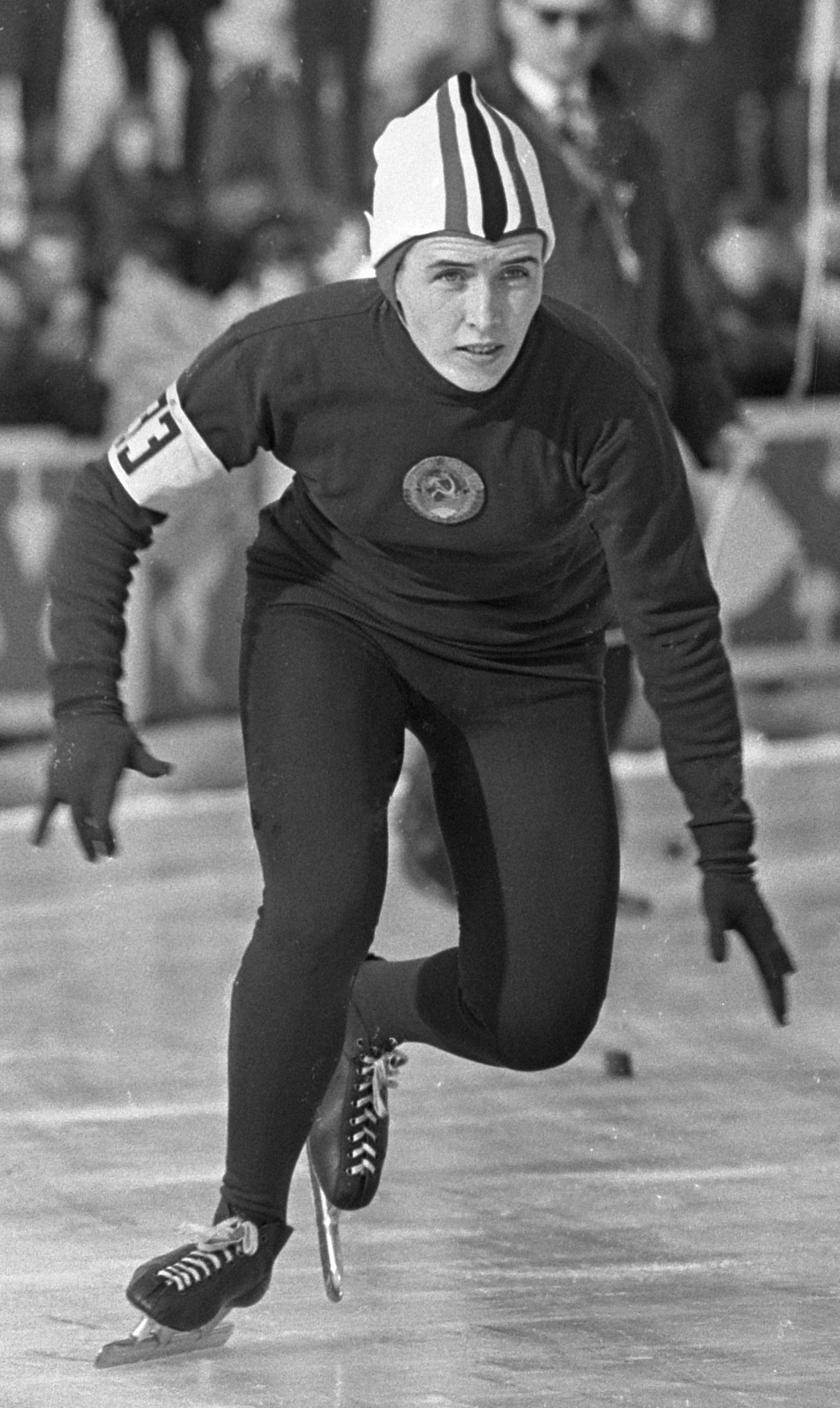
Valentina Stenina in 1967

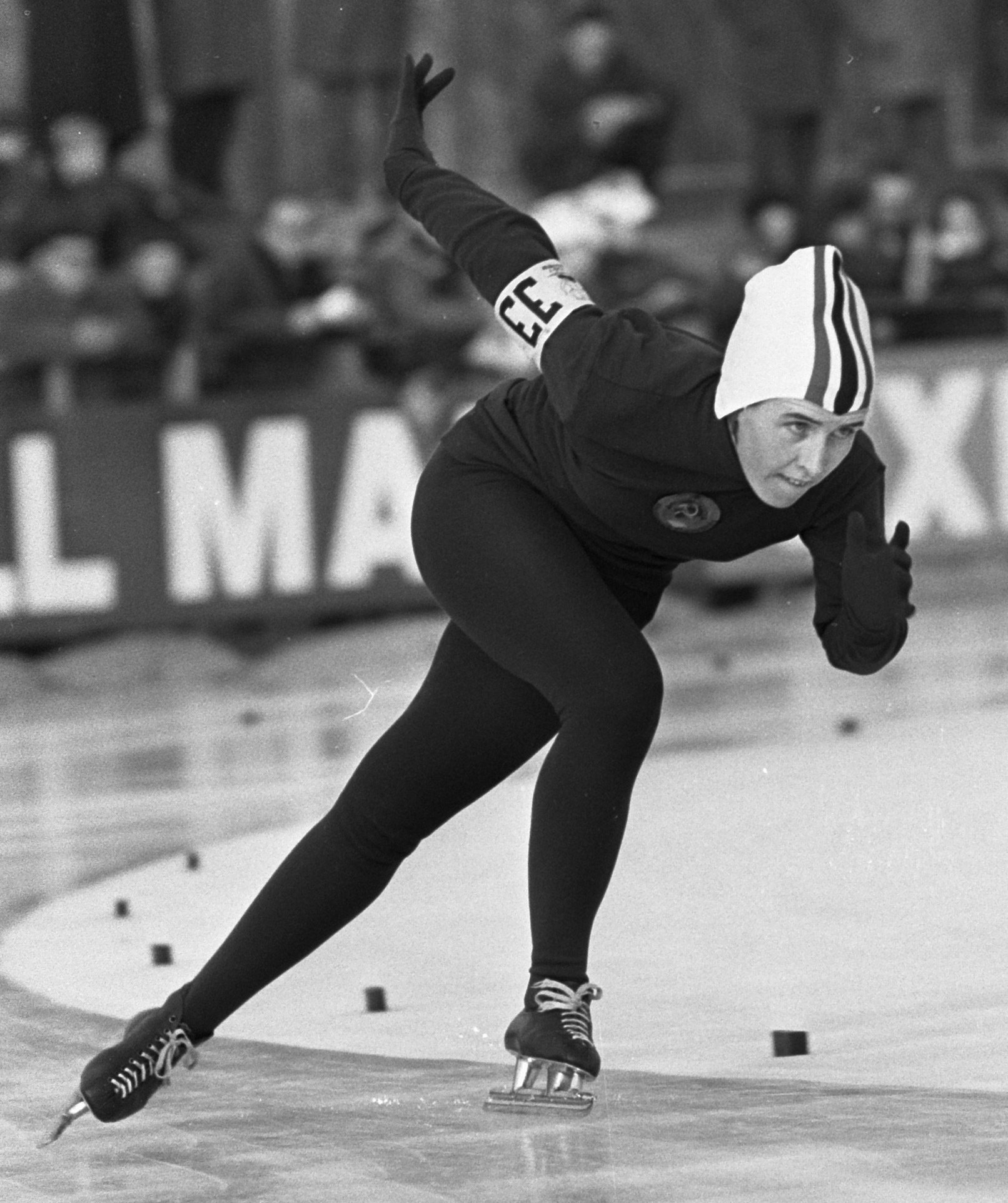
Valentina Stenina in 1967

Valentina Sergejevna Stenina (Russisch: Валентина Сергеевна Стенина) (Babroejsk, 29 december 1934) is een voormalig schaatsster die uitkwam voor de Sovjet-Unie.
Valentina werd geboren als Valentina Miloslavova in Babroejsk (Wit-Rusland), en werd in 1941 door haar moeder meegenomen naar Sverdlovsk (sinds 1991 weer Jekaterinenburg) op de vlucht voor het oorlogsgeweld. In Sverdlovsk leerde zij schaatsen bij de vereniging Troed, en trouwde er met schaatser Boris Stenin.
Stenina nam twee keer deel aan de Olympische Winterspelen (in 1960 en1964) en negen keer aan de Wereldkampioenschappen (allround), de enige twee internationale kampioenschappen tijdens haar actieve schaats periode.
Stenina debuteerde internationaal op het WK van 1959 dat werd gehouden in Sverdlovsk, waar zij nog steeds woonde (en thans nog woont) en won er de zilveren medaille.
Het jaar 1960 was een erg goed jaar voor Stenina, zijzelf werd wereldkampioene en won de zilveren medaille achter Lidia Skoblikova op de Olympische Winterspelen 1960 te Squaw Valley. Haar echtgenoot, Boris Stenin, werd dat jaar achtereenvolgens Nationaal kampioen, tweede op het Europees kampioenschap, wereldkampioen (allround), derde op de 1500 meter bij de Winterspelen en als klap op de vuurpijl kreeg Boris voor zijn prestaties ook nog eens de Oscar Mathisen-trofee van dat jaar. Valentina zelf kwam daarvoor niet in aanmerking, pas vanaf 1987 kwamen de vrouwen voor deze prijs in aanmerking.
Op het WK van 1961 verdedigde Stenina met succes haar wereldtitel middels drie afstandszeges en een tweede plaats op de vierde afsluitende afstand. Later die maand won zij het Nationale kampioenschap voor de eerste keer, dat zij in het totaal vier keer op haar naam wist te zetten (in 1961, 1965, 1966 en 1967). Op het WK van 1963 won ze brons op de wereldkampioenschappen. Op de Olympische Winterspelen 1964 in Innsbruck won zij weer de zilveren medaille op de 3000 meter, wéér achter Skoblikova. In 1965 volgde nog een zilveren medaille op de WK en op het WK van 1966 werd zij voor de derde en laatste keer wereldkampioene, ditmaal zonder een afstandszege.
Voor haar prestaties kreeg Valentina Stenina in 1967 het ereburgerschap van Sverdlovsk. In 1968 beëindigde zij haar carrière als schaatsster. Haar echtgenoot Boris overleed in 2001.

## Resultaten
| Jaar | Olympische Spelen           | WK Allround | NK Allround |
| ---- | --------------------------- | ----------- | ----------- |
| 1957 |                             |             | 18e         |
| 1958 |                             |             | 6e          |
| 1959 |                             | Zilver      | 4e          |
| 1960 | 5e 1500m · 3000m            | Goud        | 4e          |
| 1961 |                             | Goud        | Goud        |
| 1962 |                             |             |             |
| 1963 |                             | Brons       | Zilver      |
| 1964 | 7e 1500m · 5e 1000m · 3000m | 8e          |             |
| 1965 |                             | Zilver      | Goud        |
| 1966 |                             | Goud        | Goud        |
| 1967 |                             | 6e          | Goud        |
| 1968 |                             | 9e          | 4e          |

### Medaillespiegel
| Kampioenschap     | Goud · | Zilver · | Brons · |
| ----------------- | ------ | -------- | ------- |
| Olympische Spelen | 0      | 2        | 0       |
| WK Allround       | 3      | 2        | 1       |
| NK Allround       | 4      | 1        | 0       |

## Persoonlijke records
| Afstand    | Tijd   | Datum            | Baan         |
| ---------- | ------ | ---------------- | ------------ |
| 500 meter  | 46,0   | 11 januari 1964  | Tsjeljabinsk |
| 1000 meter | 1.33,5 | 6 januari 1964   | Tsjeljabinsk |
| 1500 meter | 2.23,5 | 21 februari 1963 | Karuizawa    |
| 3000 meter | 5.06,0 | 12 januari 1964  | Tsjeljabinsk |